# Merosargus albidus
Merosargus albidus är en tvåvingeart som beskrevs av James och Mcfadden 1971. Merosargus albidus ingår i släktet Merosargus och familjen vapenflugor. Inga underarter finns listade i Catalogue of Life.